# Encanto (película)
Encanto es una película estadounidense de fantasía musical animada producida por Walt Disney Pictures y Walt Disney Animation Studios. La sexagésima película producida por el estudio, está dirigida por Byron Howard y Jared Bush, codirigida por Charise Castro Smith y escrita por Bush y Castro Smith, con canciones escritas por Lin-Manuel Miranda. El elenco está conformado por voces casi completamente de origen hispano, en el que se destacan actores como Stephanie Beatriz, María Cecilia Botero, John Leguizamo, Mauro Castillo, Angie Cepeda, Carolina Gaitán, Diane Guerrero, entre otros.
La principal inspiración para el desarrollo de Encanto fue la cultura colombiana. Bush y Howard, acompañados de Miranda y otros miembros de Disney desarrollaron un trabajo de investigación visitando diversas zonas y ciudades de Colombia como Bogotá, Cartagena, Barichara Santander, Risaralda y Quindío, incluyendo las zonas cafeteras, los llanos y lugares turísticos como el valle de Cocora, con el fin de conocer acerca de las tradiciones y costumbres del país que servirían como inspiración para construir la historia, además de modelar personajes basados en la diversidad racial presente, cada personaje viste elementos representativos de cada región, como es el caso de la protagonista la cual viste el traje típico de Vélez. En Encanto también se hacen presentes los conocidos sombreros vueltiaos pertenecientes a la región Caribe, las mochilas wayúu creadas por comunidades indígenas de la región guajira, las ruanas típicas de las zonas frías colombianas y elementos gastronómicos como la panela, la arepa, el ajiaco y el café o tinto. La alusión a celebraciones únicas de Colombia como el día de las velitas, celebrada el 7 de diciembre de cada año, o las macetas pertenecientes al día de los ahijados, las cuales se llenan con dulces artesanales pertenecientes a la región, celebración única del Valle del Cauca, también se representan. 
El estreno de Encanto se realizó el 25 de noviembre de 2021 en los cines de Estados Unidos. Tras su estreno, Encanto recibió elogios de la crítica por su emoción, música, animación, caracterización y fidelidad cultural. Varias reseñas mencionaron el realismo mágico y el trauma transgeneracional como los conceptos centrales de la película. Encanto ha obtenido múltiples nominaciones y premios en varios círculos críticos. Ha ganado el Globo de Oro a la mejor película animada, el Premio de la National Board of Review a la mejor película animada, y en la 94.ª edición de los Premios Óscar la película fue ganadora de la categoría Mejor película de animación, mientras que su banda sonora y tema "Dos Oruguitas" fueron nominados para Mejor banda sonora original y Mejor canción original, respectivamente.

## Argumento
Un conflicto armado obliga a Pedro y Alma Madrigal, un joven matrimonio, a huir de su pueblo natal en Colombia con sus trillizos Julieta, Pepa y Bruno. Los atacantes matan a Pedro, pero la vela de Alma repele mágicamente a los atacantes y crea la Casita, una casa sensible para la familia situada en Encanto, un reino mágico, bordeado por altas montañas.
Cincuenta años después, un nuevo pueblo prospera bajo la protección de la vela, y su magia concede «dones» a cada descendiente de los Madrigal a la edad de cinco años, que utilizan para servir a los aldeanos. Sin embargo, Bruno, vilipendiado y convertido en chivo expiatorio por su don de la precognición, desapareció diez años antes, mientras que la hija menor de Julieta, Mirabel, de 15 años, no recibió misteriosamente ningún don.
La noche en que Antonio, de 5 años, adquiere la capacidad de comunicarse con los animales, Mirabel ve repentinamente que la Casita se resquebraja y la llama de la vela parpadea, pero sus advertencias no son escuchadas cuando la Casita aparece sin daños ante los demás. Tras escuchar a Alma lamentarse, Mirabel decide restaurar la magia de la Casita ella misma. Al día siguiente, habla con su hermana mayor, Luisa, detentadora de fuerza sobrehumana, quien le confiesa sentirse abrumada por sus obligaciones casi constantes de tener que ayudar a los vecinos con su fuerza a intervalos debilitada, sugiriendo que la habitación de Bruno, en una torre prohibida de la Casita, puede explicar el fenómeno.
Allí, Mirabel descubre una cueva y escapa de ella a duras penas con algunos trozos de una losa de cristal esmeralda opaco en la mano. Fuera, Luisa descubre que su don se está debilitando. Después de que su familia le recuerde por qué Bruno es vilipendiado, Mirabel vuelve a montar el cristal y ve una imagen de sí misma con la Casita resquebrajándose detrás de ella.
Esa misma noche, Isabela, la hermana mayor de Mirabel, que puede hacer crecer plantas y flores a voluntad, se compromete con su vecino Mariano Guzmán. En medio de la propuesta de Mariano y de una incómoda cena, Dolores, que posee un oído sobrehumano, revela a todo el mundo el descubrimiento de Mirabel, lo que hace que la Casita vuelva a resquebrajarse, arruinando la noche y la propuesta de Mariano cuando Pepa, que controla el tiempo, conjura sin querer un aguacero.
En medio del caos, Mirabel sigue a un grupo de ratas y descubre un pasaje secreto detrás de un retrato donde encuentra a Bruno escondido. Bruno le revela que nunca salió de la casa, y que la visión cambia entre Mirabel salvando y rompiendo la Casita, haciéndole creer que ella es la clave de la magia de la Casita; negándose a que Mirabel salga herida, rompe la visión y desaparece. En la habitación de Antonio, Bruno conjura de mala gana otra visión que se parece a la anterior, junto con Mirabel abrazando a Isabela y fortaleciendo la vela.
Mirabel se disculpa a regañadientes con Isabela, quien le confiesa bruscamente que no quiere casarse con Mariano y que está agobiada por su imagen de perfección. Mirabel ayuda a Isabela a desarrollar sus poderes y las dos se abrazan, pero Alma ve a la pareja y acusa a Mirabel de ser la causante de las desgracias de la familia por despecho al no tener un don. Finalmente, Mirabel arremete contra Alma por considerarla no lo suficientemente buena para la familia, culpando a su carácter prepotente de debilitar la magia de la familia. Esta discusión crea una fisura que parte la montaña cercana y derriba la Casita mientras la vela se apaga, dejando a los Madrigal sin dones. Una Mirabel devastada huye de la familia, que se apresura a encontrarla.
Varias horas más tarde, Alma encuentra a una llorosa Mirabel de vuelta al río donde murió Pedro y le explica su trágica historia y cómo, decidida a preservar la magia, ignoró cómo sus expectativas estaban perjudicando a la familia y finalmente acepta la responsabilidad de lo ocurrido. Mirabel y Alma se reconcilian y las dos, con Bruno a cuestas, reúnen a los Madrigal para reconstruir la Casita con la participación de los habitantes del pueblo. Mariano termina relacionándose con Dolores, quien ha estado enamorada de él por toda su vida. Mirabel instala un nuevo pomo en la puerta principal, restaurando los dones de la familia y reviviendo a la Casita. Ella y Bruno se reúnen con la familia para hacerse otra foto.

## Reparto
El elenco principal de voces en inglés de Encanto está conformado principalmente por actores hispanos, los cuales en su mayoría son de ascendencia u origen colombiano. Es la primera vez que esto sucede en una película producida por Disney y la segunda vez en una película distribuida por la compañía, desde Coco de Pixar, donde sus actores de voz eran igualmente del país donde se desarrolla la película (México en el caso de Coco).
- Stephanie Beatriz como Mirabel Madrigal, la más joven de las tres hermanas Madrigal, la entusiasta del bordado de cabello alborotado, es la única Madrigal sin un don mágico. Mirabel, de quince años, una joven imperfecta, extraña y estrafalaria pero también profundamente emocional e increíblemente empática ha pasado su vida escondiendo su inseguridad y decepción detrás de una cálida sonrisa y una actitud ansiosa mientras trata de descubrir exactamente cómo encaja en su familia.[8]
  - Noemi Josefina Flores como pequeña Mirabel.
- Diane Guerrero como Isabela Madrigal, es la hermana mayor de Mirabel, es perfecta en todos los sentidos, las flores florecen con cada paso que da. Es inteligente y brillante, y como muchos hermanos, tiene una relación complicada con su hermana menor. Su gracia y aplomo sin esfuerzo la han convertido en la hija de oro de la familia. Pero Isabela es mucho más de lo que parece, y en secreto se siente atrapada en su papel de Madrigal perfecta.[8]
- Jessica Darrow como Luisa Madrigal, es la piedra angular de la familia Madrigal. Dotada de superfuerza, ella es la que siempre está ahí para dar una mano. Pero la hermana mediana de Mirabel también es sensible, secretamente está llena de emociones descomunales que entran en conflicto con su personalidad dura. Es la persona a la que Mirabel le entrega su confianza.[8]
- María Cecilia Botero como Alma "La Abuela" Madrigal, es la abuela de Mirabel, es la matriarca de la familia Madrigal. Su voluntad firme y su esperanza inquebrantable la llevó a la mágica Encanto, donde crio a sus trillizos Pepa, Julieta y Bruno. Para su sorpresa y deleite, cada uno de sus hijos fue bendecido con un don mágico al cumplir cinco años, y la tradición continuó con los hijos de sus hijos, excepto por Mirabel. Abuela valora los dones de cada  de su familia y garantiza que se utilicen en beneficio y para la protección de su comunidad, al igual que para honrar el sacrificio del Abuelo Pedro.[8]
  - Olga Merediz interpreta las canciones del personaje en inglés y Yaneth Waldman interpreta las canciones en el doblaje español.
- John Leguizamo como Bruno Madrigal, tío de Mirabel, se le dio el don de predecir el futuro, pero sus predicciones pesimistas no siempre fueron bien recibidas y por eso su nombre quedó en el anonimato, de igual forma Bruno fue olvidado rápidamente por los habitantes del pueblo: incluyendo a su propia familia (con excepción de Mirabel).[8]
- Angie Cepeda como Julieta Madrigal, madre de Mirabel. Cálida y compasiva, tiene el poder de curar a las personas con la comida que prepara.[8]
  - Cepeda repitió su papel en el doblaje en español e italiano de la película.[8]
- Wilmer Valderrama como Agustín Madrigal, padre de Mirabel. Torpe y propenso a los accidentes, Agustín siempre tiene las mejores intenciones, especialmente si se trata de sus hijas. Al no ser descendiente de la familia Madrigal, no posee ningún don.[8]
- Carolina Gaitán como Pepa Madrigal, es la tía de Mirabel. Dramática y demasiado emocional, sus emociones controlan el clima.[8]
- Mauro Castillo como Félix Madrigal, es el tío matrimonial de Mirabel, un hombre afro y esposo de Pepa. Un hombre amante de pasar el buen rato. Al no ser descendiente de la familia Madrigal, no posee ningún don.[8]
- Adassa como Dolores Madrigal, es la prima de Mirabel, ha sido dotada con la habilidad mágica de una audición extraordinaria, por lo que a menudo escucha cosas que probablemente no debería.[8]
- Ravi Cabot-Conyers como Antonio Madrigal, tímido y de buen corazón, ha sido bendecido con el don de comunicarse con los animales, ve en un su prima Mirabel otra hermana mayor.[8] Adopta como mascotas a un jaguar, unos capibaras, unos tapires, unos coatíes, unos tucanes, unos guacamayos y unos colibríes.
- Rhenzy Feliz como Camilo Madrigal, es el primo de Mirabel, ha sido bendecido con la habilidad de transformar su apariencia a voluntad, es un cambiaformas.[8]
- Maluma como Mariano Guzmán, el galán del pueblo y el futuro prometido de la perfecta y equilibrada hermana de Mirabel, Isabela.[9]
- Alan Tudyk como Pico, un tucán pico iris.[10]
- Juan Castano como Osvaldo.
- Rose Portillo como Señora Guzmán.

## Doblaje
Desde Coco de Pixar, es la segunda vez en treinta años en la cual se optó por no hacer dos doblajes diferentes en español ya sea para su distribución en España o Hispanoamérica. Debido a que el reparto en la versión original ya tenía orígenes hispanos, muchos de los actores de voz tenían conocimientos de español, por lo que aprovecharon para realizar la versión del filme en ese idioma. El doblaje de Encanto se llevó a cabo en dos países diferentes: Colombia y México. El reparto de doblaje de la cinta se conformó netamente de actores colombianos. 
| Personaje              | Actor de voz original | Actor de doblaje     |
| ---------------------- | --------------------- | -------------------- |
| Mirabel Madrigal       | Stephanie Beatriz     | Olga Lucía Vives     |
| Alma 'abuela' Madrigal | María Cecilia Botero  | María Cecilia Botero |
| Isabela Madrigal       | Diane Guerrero        | Isabel Garcés        |
| Luisa Madrigal         | Jessica Darrow        | Sugey Torres         |
| Bruno Madrigal         | John Leguizamo        | Alejandro Riaño      |
| Antonio Madrigal       | Ravi Cabot-Conyers    | Lorenzo Gael         |
| Julieta Madrigal       | Angie Cepeda          | Angie Cepeda         |
| Agustín Madrigal       | Wilmer Valderrama     | Diego Ruíz           |
| Pepa Madrigal          | Carolina Gaitán       | Carolina Gaitán      |
| Félix Madrigal         | Mauro Castillo        | Mauro Castillo       |
| Dolores Madrigal       | Adassa                | Daniela Sierra       |
| Camilo Madrigal        | Rhenzy Feliz          | Juanse Diez          |
| Mariano Guzmán         | Maluma                | Maluma               |

## Producción

### Desarrollo
La historia de Encanto empezó en el año 2016. Jared Bush y Byron Howard ya habían trabajado juntos en Zootopia. Su objetivo con ella era «evolucionar y elevar las películas con animales que hablan a través de personajes profundos, sofisticación sin sacrificar el entretenimiento, y un núcleo que realmente tuviera algo que decir» explica Bush. Ambos ya habían trabajado en musicales, uno como director de Enredados y otro como guionista en Moana. Ambos se juntaron para tratar de revolucionar, como lo hicieron con Zootopia. Bush llamó rápidamente a Lin-Manuel Miranda, con quien había coincidido en Moana y el polifacético artista aceptó encantado la oferta de sumarse a esta aventura, que todavía no tenía un destino. Tras coincidir en que querían hacer un musical empezaron a pensar en qué más cosas tenían en común y qué era lo que más les importaba. Pronto pensaron en la idea de la familia porque todos tenemos una. Ellos tres coincidían en  formar parte de familias bastante grandes y unidas. «Nuestra investigación inicial estuvo centrada en nosotros mismos y en nuestras propias familias, familias grandes, y cómo funcionan dinámicas complejas en ellas. Se nos presentó un reto muy emocionante: ¿Cómo cuentas una historia sobre una familia grande, con muchos personajes, cada uno con su personalidad, dimensiones y cualidades únicas?» explica Bryon Howard. De ahí salió la principal pregunta que querían responder con Encanto: "¿Cuánto conocemos a nuestras familias y cuánto nos conocen ellas a nosotros?".
Una vez encontrada la semilla de la historia tenían que decidir dónde plantarla. Los tres pensaron pronto que la historia tenía que suceder en Latinoamérica por la importancia que se da a la familia allí. ¿Pero dónde exactamente? Para responder a esa pregunta contaron con la ayuda de Natalie Osma y Juan Rendon, una pareja de directores de documentales que trabajaron con Bush y Howard en el making of de Zootopia y se hicieron muy amigos. Los dos son colombianos, y cuando les hablaron de su país, de los paisajes y biodiversidad, de sus gentes, su música, arte, cultura y gastronomía, empezaron a ver que ya habían encontrado la localización perfecta. «Sabíamos que queríamos contar una historia sobre una familia numerosa con temas de percepción y perspectiva. Gran parte de Latinoamérica es una combinación de herencia indígena, africana y europea. Colombia es considerada 'el cruce de caminos de Latinoamérica' y queríamos reflejar eso con una familia, los Madrigal» comenta Jared Bush. Natalie Osma cuenta que «no es extraño encontrar una casa con múltiples generaciones en Colombia. Es práctico y tiene beneficios contar con el apoyo de miembros de la familia». Sonaba perfecto para la historia.
Los directores y Lin-Manuel Miranda viajaron a Colombia junto a Natalie Osma y Juan Rendón para empaparse del país todo lo posible antes de ponerse a escribir. Alucinaron con lo diferente que era cada lugar que visitaban respecto al anterior. Pasaron por Cartagena, Bogotá, Barichara y San Basilio de Palenque, además de muchas zonas naturales como el valle de Cocora. Descubrieron también bosques que parecen lugares llenos de magia y que los locales llaman "encantos". Y ahí tenían el título para su película. Varios de ellos fueron la inspiración para el valle en el que se asientan los Madrigal. Del viaje se trajeron muchas ideas e inspiración tanto para los escenarios como para la música tradicional, que descubrieron que era una mezcla de "lo viejo y lo nuevo", y para la forma de ser de los personajes, fruto de haber conocido a muchos lugareños.
Una vez de vuelta en Estados Unidos, como viene siendo habitual últimamente en el estudio de animación fundaron la Colombian Cultural Trust, una especie de "consejo de sabios" que trabajaría codo con codo con ellos para ayudarles a que todo en Encanto fuese lo más fiel a la realidad e historia de Colombia, liderado por Rendón y Osma. Este grupo de expertos estaba formado por antropólogos, arquitectos, botanistas y por empleados latinos del estudio que aportaron sus propias vivencias y anécdotas de sus familias y de sus lugares de origen. «Nos reuníamos con ellos cada semana, enviábamos materiales de referencia de todo, desde grandes ideas a cosas pequeñas como la forma en la que movería las manos un personaje» explica Natalie Osma.
Howard y Bush, volvieron de Colombia envueltos en la magia del país, pero se dieron cuenta de que no se trataba de la magia a la que estamos acostumbrados por las leyendas anglosajonas o europeas. «Es magia unida a la emoción»  explica Byron Howard. Querían que su película también tuviera ese tipo de, nunca mejor dicho, encanto, y quisieron tomar como referente la corriente cultural del realismo mágico. Este movimiento centrado en contar hechos extraordinarios como si fueran convencionales tiene entre sus figuras más influyentes al colombiano Gabriel García Márquez, así que encajaba perfectamente con la ambientación de su historia. «El Realismo Mágico está relacionado con emociones y acontecimientos reales, está pensado y tiene capas. No es una respuesta fácil para los problemas, es un reflejo de experiencias del día a día, ya sean exitosas o acaben en problemas» explica Byron Howard. En su búsqueda de guionistas para la película se toparon con Charise Castro Smith. «Su obra tiene humor y tensión y rebosa personalidad. También tiene un gran conocimiento del Realismo Mágico" dice Jared Bush. Cuando le ofrecieron el trabajo ella, emocionada, les respondió: «El lenguaje del Realismo Mágico tiene un sentido visceral para mí. Está hilado en mi ADN imaginativo». Suficiente para hacer que las cabezas de los directores explotaran y que ella se convirtiera en coguionista y codirectora del film.

### Diseño
Bush y Howard junto a Castro Smith  idearon cómo la magia, siempre "anclada en la realidad", entraría en la vida de los Madrigal: los abuelos de Mirabel cuando eran jóvenes se vieron obligados a irse de su casa y mientras atravesaban el río Caño Cristales la abuela se quedó sola. Al pedir protección con una oración a una vela, esta reaccionó creando un "encanto", un lugar de increíble belleza en el que podía asentarse y crear un nuevo hogar. Pero no solo eso: también construyó una casa para ella y sus bebés recién nacidos y les otorgó a cada uno de ellos una habilidad especial. La casa, como la familia, no es una casa normal. «Como el océano en Moana, la casa de Encanto es un personaje. Pero al contrario que Moana esta casa tiene mucho más que decir y tiene más defectos. Como una familia. La casa tiene favoritos y juega con sus inquilinos. Es la Casa Madrigal» dice Jared Bush.
Casita, como la llama afectuosamente la familia, está inspirada en las casas tradicionales que se pueden encontrar en Cartagena, Barichara o Salento y en las haciendas del Eje Cafetero de Colombia. El diseño está pensado para que sea lo más atemporal y realista posible, por eso encontraremos en su interior objetos típicos de una casa colombiana como la chamba o el molinillo. Los animadores buscaron elementos que les ayudarán a "dar vida" al edificio y que se pudiese comunicar con los habitantes. La casa abre y cierra puertas y cajones y mueve los tablones del suelo o las baldas para expresarse. Y no solo eso. La casita de pequeña no tiene nada. Cada miembro de la familia cuenta con su propia habitación mágica, marcando su estilo y su habilidad especial. Por ejemplo, la hermana de Mirabel que es capaz de hacer crecer flores vive en un jardín exuberante con un lago. Todos, claro, menos Mirabel, que sigue viviendo en una habitación de estilo anodino e infantil que ha servido como cuarto de transición hasta el rito con el que un Madrigal consigue sus poderes. La relación de la casa con sus habitantes es mucho más fuerte de lo que pueda parecer: «La casa es una representación literal de la familia y de sus conexiones emocionales: si la familia está feliz, la casa está sana. Si la familia está juguetona, la casa también, pero si la familia tiene problemas la casa puede empezar a resquebrajarse» explica Byron Howard.
En un reportaje presentando por Good Morning America, los creadores de Encanto dieron detalles de la película; sobre el porque Colombia había sido elegida para contar la historia, Howard dijo lo siguiente «Fue el hogar del realismo mágico, que nos encanta y realmente influyó en la narración de la película, pero también porque Colombia es la encrucijada de la música, la cultura y la etnia». «Hay muchos textiles a lo largo de la película, lo cual es genial, pero también hay pequeños gestos que espero que las personas [que] son colombianas vean y digan: 'Sé lo que eso significa'» Bush señaló. Castro Smith dijo que también hay términos de cariño colombianos y frases esparcidas a lo largo del diálogo.

## Banda sonora
En junio de 2020, Miranda reveló públicamente que había comenzado a escribir la música de la película, que tendría ocho canciones originales tanto en español como en inglés. Después del estreno de la película, reveló que había estado escribiendo canciones para la película desde el principio. El 8 de septiembre de 2021, Germaine Franco, coautora de las canciones de Coco (2017), comenzó a componer la música de la película. La banda sonora se lanzó el 19 de noviembre de 2021 y alcanzó el número uno en el Billboard 200 de Estados Unidos, convirtiéndose en la primera banda sonora de Disney desde la de Frozen II (2019) en encabezar la lista.

## Lanzamiento
La premier de Encanto se realizó el 14 de noviembre en El Capitan Theatre, en la ciudad de Los Ángeles; y se estrenó en cines en los Estados Unidos el 24 de noviembre de 2021, en RealD 3D, Dolby Cinema, IMAX, 4DX e IMAX 3D. La película tendrá una exhibición teatral exclusiva de 30 días, en respuesta a la pandemia de COVID-19. Encanto se lanzó en Disney+ el 25 de diciembre de 2021. La película se combinó con el cortometraje Far From the Tree.

### Mercadotecnia
El 10 de diciembre de 2020, mediante el Disney Investor Day se confirmó la sexagésima película de Disney la cual sería titulada Encanto y así se presentó el primer embromador de la cinta, con la imagen de una vivienda enclavada en el Valle de Cocora, junto con la canción «Colombia, tierra querida» del músico colombiano Lucho Bermúdez. El 7 de julio de 2021, Disney Animation publicó en sus redes el primer póster oficial de la película, anunciando el tráiler que sería publicado al día siguiente.
El primer avance extendido se lanzó el 8 de julio junto al segundo póster oficial, el cual está lleno de referencias a la cultura colombiana, al mismo tiempo que Bush y Howard revelaron el elenco principal de voces en inglés. En el mes de agosto, Disney Careers confirmó que estaba en busca de una actriz latina, la cual interpretaría al el personaje de Mirabel Madrigal y esta llegaría a Disney Parks en una fecha por confirmar.  El 29 de septiembre del 2021, se lanzan dos pósteres oficiales más de Encanto, junto al tráiler oficial de la cinta. El mismo día se confirma al actor colombiano John Leguizamo como parte del reparto principal de la película. Parte del equipo de producción de Encanto ofreció diversas entrevistas a medios nacionales e internacionales, también estuvieron presentes en el VIEW conference realizado en Italia -Byron Howard, junto a los diseñadores de producción Lorelay Bove e Ian Gooding participaron de manera virtual- en el mes de octubre, mientras que Jared Bush participó de manera presencial en el AIF 2021 realizado en Los Ángeles el 23 del mismo mes, donde presentó un adelanto exclusivo de la cinta de cuarenta y cinco minutos.
En octubre de 2021, Jakks Pacific anunció que lanzaría una nueva línea de juguetes para la película. La mercancía también incluye libros y camisetas para atar. Las nuevas figuras Funko Pop! de varios personajes de la película están disponibles para encargar en Entertainment Earth y comenzaron a enviarse en enero de 2022. Para su primer fin de semana en la taquilla, Disney gastó 14 millones de dólares en anuncios televisivos para promover la película, generando 1,26 mil millones de impresiones. Deadline Hollywood dijo que la mercadotecnia no distingue la película de otras propiedades de Disney, y que los miembros de la audiencia creen que sería similar a Coco de 2017.

## Recepción

### Taquilla
A fecha de 28 de noviembre de 2021, Encanto ha recaudado 40,6 millones de dólares en los Estados Unidos y Canadá, y 29,3 millones de dólares en otros territorios, para un total mundial de 228 millones de dólares.
En los Estados Unidos y Canadá, Encanto se estrenó junto con La casa Gucci y Resident Evil: Welcome to Raccoon City, y originalmente se proyectaba que recaudaría entre 35 y 40 millones de dólares en 3.980 cines en su fin de semana de estreno de cinco días. La película se estrenó en todo el país el miércoles 24 de noviembre de 2021 y ganó 7,5 millones de dólares en su primer día, incluidos 1,5 millones de dólares de los avances del martes por la noche. Debido al Día de Acción de Gracias, un feriado federal, el 80 % de las escuelas K-12 en los EE. UU. cerraron los miércoles y el 100 % cerraron los jueves y viernes. Encanto pasó a ganar 40,3 millones de dólares en sus primeros cinco días. De los 3,7 millones de espectadores que vieron la película, el 52 % eran latinos e hispanos, el 51 % eran familias y el 62 % eran mujeres. Aunque su estreno bruto de cinco días fue peor que The Good Dinosaur de Pixar (55,4 millones de dólares), que fracasó en la taquilla en 2015, la película tuvo el mejor fin de semana de estreno para una película animada durante la pandemia de COVID-19. Fuera de EE. UU. y Canadá, la película recaudó 29,3 millones de dólares en 47 mercados internacionales; los principales países en sus primeros cinco días fueron Francia (3,5 millones de dólares), Colombia (2,6 millones de dólares), el Reino Unido (2,4 millones de dólares), Corea (2,2 millones de dólares) e Italia (2,1 millones de dólares).

### Respuesta crítica

#### Anglosajona y de otros países
El sitio web de agregación de críticas Rotten Tomatoes informó de un índice de aprobación del 91 % con una calificación media de 7,5/10, basada en 209 críticas. El consenso de la crítica del sitio dice: "La ambientación y la perspectiva cultural de Encanto son nuevas para Disney, pero el resultado final es el mismo: diversión encantadora y bellamente animada para toda la familia". Metacritic informa de una puntuación de 72 sobre 100 basada en 19 reseñas de críticos, lo que indica: "Reseñas generalmente favorables". Las audiencias encuestadas por CinemaScore le dieron a la película una calificación promedio de "A" en una escala de A+ a F, mientras que los de PostTrak le dieron una puntuación positiva del 88 %, y el 70 % dijo que definitivamente la recomendaría.
La periodista de entretenimiento Jenna Busch resaltó que la cinta es “encantadora”. Además, señaló que la banda sonora y las ratas animadas fueron las cosas que más le gustaron. «Encanto de Disney es simplemente encantadora. Está llena de mucha energía y diversión. No siempre soy una fanática de la música, pero la canción de Luisa ha estado en mi cabeza desde la proyección. Es la película familiar perfecta. Además, las lindas ratas animadas siempre son algo feliz para mí», publicó en su cuenta de Twitter.
De acuerdo con varios especialistas, la música realizada para la película permite que los espectadores se lleven un pedazo de Colombia. «"Encanto" es una fiesta visual y musical para los ojos y los oídos. Una celebración alegre y animada de la cultura y la familia colombianas. La música de Lin-Manuel sigue impresionando y es muy probable que sea reconocida como Mejor Canción Original», aseguró el crítico de cine y reportero de entretenimiento Scott Menzel.

#### Hispanoamericana y española
En Colombia, Encanto logró el primer lugar de la taquilla con 968.299 espectadores, al estar presente en 213 cines y 845 pantallas. Se convirtió en la mejor apertura de la industria del fin de semana del año, el mejor estreno durante la pandemia de la industria en los fines de semana y la segunda mejor apertura animada de todos los tiempos, después de Toy Story 4.
La respuesta a "Encanto" ha sido tal que, según confirmó el CEO de Cine Colombia, Munir Falah, esta empresa tuvo el sábado la mayor cantidad de asistentes desde la reapertura de sus cines tras los cierres por la emergencia sanitaria, el pasado 15 de junio. «Ayer sábado, noviembre 27 de 2021, fue el día de mayor asistencia a cine en Colombia en tiempos de pandemia. Ingresaron 291.000 personas en todo el país, la gran mayoría a disfrutar Encanto», reveló Falah en un trino publicado en su cuenta de Twitter.
Otro par de reseñas favorables, Javier Zurro, para el periódico El Español, comentó que «Puede que Encanto no sea una de las obras maestras de Disney, al final su apuesta por el amor familiar ya la habíamos visto antes y no hay grandes novedades, pero sí que es una de las que confirman que están en la buena dirección cuando al mirar a otras culturas no se instaura el simple postureo, sino que consiguen trasladar parte de la historia y del imaginario popular de un sitio y contagiar su magia». Juan Luis del Campo, del peruano El Comercio, habría comprendido la trama y escribió que «Es este estatus el que sirve como principal motor para Mirabel durante la película, quien a pesar de vivir rodeada de una cariñosa familia no puede dejar de sentirse inadecuada, no ayudada por el tratamiento torpe de sus parientes [...] Es así como, buscando justificar su lugar como parte de los Madrigal, se encamina en un viaje para buscar la razón del debilitamiento del ‘milagro’».

### Premios y nominaciones
| Premio                                                | Fecha de ceremonia      | Categoría                                                                                       | Receptor(es) | Resultado  | Ref(s) |
| ----------------------------------------------------- | ----------------------- | ----------------------------------------------------------------------------------------------- | --- | ---------- | ------ |
| National Board of Review Awards                       | 2 de diciembre de 2021  | Mejor película animada                                                                          | Encanto | Ganador    | [ 50 ] |
| Detroit Film Critics Society Awards                   | 6 de diciembre de 2021  | Mejor película animada                                                                          | Encanto | Nominado   | [ 51 ] |
| Washington D. C. Area Film Critics Association Awards | 6 de diciembre de 2021  | Mejor película animada                                                                          | Encanto | Nominado   | [ 52 ] |
| Washington D. C. Area Film Critics Association Awards | 6 de diciembre de 2021  | Mejor interpretación de voz                                                                     | Stephanie Beatriz | Nominada   | [ 52 ] |
| Women Film Critics Circle Awards                      | 14 de diciembre de 2021 | Mejor personaje femenino animado                                                                | Mirabel Madrigal | Ganadora   | [ 53 ] |
| Women Film Critics Circle Awards                      | 14 de diciembre de 2021 | Mejor personaje femenino animado                                                                | Abuela Alma Madrigal | Nominada   | [ 53 ] |
| Chicago Film Critics Association Awards               | 15 de diciembre de 2021 | Mejor película animada                                                                          | Encanto | Nominado   | [ 54 ] |
| St. Louis Film Critics Association Awards             | 19 de diciembre de 2021 | Mejor película animada                                                                          | Encanto | Subcampeón | [ 55 ] |
| Dallas–Fort Worth Film Critics Association Awards     | 20 de diciembre de 2021 | Mejor película animada                                                                          | Encanto | Ganador    | [ 56 ] |
| Florida Film Critics Circle Awards                    | 22 de diciembre de 2021 | Mejor película animada                                                                          | Encanto | Ganador    | [ 57 ] |
| Golden Globe Awards                                   | 9 de enero de 2022      | Mejor película animada                                                                          | Encanto | Ganador    | [ 58 ] |
| Golden Globe Awards                                   | 9 de enero de 2022      | Mejor banda sonora                                                                              | Germaine Franco | Nominado   | [ 58 ] |
| Golden Globe Awards                                   | 9 de enero de 2022      | Mejor canción original                                                                          | Lin-Manuel Miranda (Por "Dos Oruguitas") | Nominado   | [ 58 ] |
| San Diego Film Critics Society Awards                 | 10 de enero de 2022     | Mejor película animada                                                                          | Encanto | Nominado   | [ 59 ] |
| San Francisco Bay Area Film Critics Circle Awards     | 10 de enero de 2022     | Mejor película animada                                                                          | Encanto | Ganador    | [ 60 ] |
| Austin Film Critics Association Awards                | 11 de enero de 2022     | Mejor película animada                                                                          | Encanto | Nominado   | [ 61 ] |
| Austin Film Critics Association Awards                | 11 de enero de 2022     | Mejor actuación de voz - Animada o Digital                                                      | Stephanie Beatriz | Nominada   | [ 61 ] |
| Austin Film Critics Association Awards                | 11 de enero de 2022     | Mejor actuación de voz - Animada o Digital                                                      | John Leguizamo | Nominada   | [ 61 ] |
| Georgia Film Critics Association Awards               | 14 de enero de 2022     | Mejor película animada                                                                          | Encanto | Nominado   | [ 62 ] |
| Georgia Film Critics Association Awards               | 14 de enero de 2022     | Mejor banda sonora                                                                              | Germaine Franco | Nominado   | [ 62 ] |
| Georgia Film Critics Association Awards               | 14 de enero de 2022     | Mejor canción original                                                                          | Lin-Manuel Miranda (Por "Dos Oruguitas") | Nominado   | [ 62 ] |
| Toronto Film Critics Association Awards               | 16 de enero de 2022     | Mejor película animada                                                                          | Encanto | Subcampeón | [ 63 ] |
| Seattle Film Critics Society Awards                   | 17 de enero de 2022     | Mejor película animada                                                                          | Encanto | Nominado   | [ 64 ] |
| North Dakota Film Society Awards                      | 18 de enero de 2022     | Mejor película animada                                                                          | Encanto | Ganador    | [ 65 ] |
| Houston Film Critics Society Awards                   | 19 de enero de 2022     | Mejor película animada                                                                          | Encanto | Nominado   | [ 66 ] |
| Houston Film Critics Society Awards                   | 19 de enero de 2022     | Mejor canción original                                                                          | Lin-Manuel Miranda (Por "Dos Oruguitas") | Nominado   | [ 66 ] |
| Online Film Critics Society Awards                    | 24 de enero de 2022     | Mejor película animada                                                                          | Encanto | Nominado   | [ 67 ] |
| Online Film Critics Society Awards                    | 24 de enero de 2022     | Mejor banda sonora                                                                              | Germaine Franco | Nominado   | [ 67 ] |
| International Film Music Critics Association Awards   | 17 de febrero de 2022   | Mejor banda sonora en una película animada                                                      | Germaine Franco | Nominado   | [ 68 ] |
| Alliance of Women Film Journalists Awards             | 25 de enero de 2022     | Mejor película animada                                                                          | Encanto | Ganador    | [ 69 ] |
| Alliance of Women Film Journalists Awards             | 25 de enero de 2022     | Mejor mujer animada                                                                             | Stephanie Beatriz | Ganadora   | [ 69 ] |
| NAACP Image Awards                                    | 26 de febrero de 2022   | Mejor película animada                                                                          | Encanto | Ganador    | [ 70 ] |
| Hollywood Critics Association Awards                  | 28 de febrero de 2022   | Mejor película animada                                                                          | Encanto | Nominado   | [ 71 ] |
| Hollywood Critics Association Awards                  | 28 de febrero de 2022   | Mejor actuación animada                                                                         | Stephanie Beatriz | Ganadora   | [ 71 ] |
| Hollywood Critics Association Awards                  | 28 de febrero de 2022   | Mejor actuación animada                                                                         | John Leguizamo | Nominado   | [ 71 ] |
| Advanced Imaging Society Lumiere Awards               | 4 de marzo de 2022      | Mejor canción original                                                                          | “We Don’t Talk About Bruno” | Ganador    | [ 72 ] |
| Advanced Imaging Society Lumiere Awards               | 4 de marzo de 2022      | Mejor película animada                                                                          | Encanto | Ganador    | [ 72 ] |
| American Cinema Editors Awards                        | 5 de marzo de 2022      | Mejor edición en película animada                                                               | Jeremy Milton | Ganador    | [ 73 ] |
| Art Directors Guild Awards                            | 5 de marzo de 2022      | Mejor diseño de producción para una película animada                                            | Ian Gooding y Lorelay Bové | Ganador    | [ 74 ] |
| Latino Entertainment Journalists Association Awards   | 6 de marzo de 2022      | Mejor película                                                                                  | Encanto | Nominado   | [ 75 ] |
| Latino Entertainment Journalists Association Awards   | 6 de marzo de 2022      | Mejor actuación de voz en una película                                                          | Stephanie Beatriz | Ganadora   | [ 75 ] |
| Latino Entertainment Journalists Association Awards   | 6 de marzo de 2022      | Mejor actuación de voz en una película                                                          | John Leguizamo | Nominado   | [ 75 ] |
| Latino Entertainment Journalists Association Awards   | 6 de marzo de 2022      | Mejor película animada                                                                          | Encanto | Ganador    | [ 75 ] |
| Latino Entertainment Journalists Association Awards   | 6 de marzo de 2022      | Mejor partitura musical                                                                         | Germaine Franco | Ganador    | [ 75 ] |
| Latino Entertainment Journalists Association Awards   | 6 de marzo de 2022      | Mejor canción escrita para una película                                                         | “Dos Oruguitas” | Nominado   | [ 75 ] |
| Latino Entertainment Journalists Association Awards   | 6 de marzo de 2022      | Mejor canción escrita para una película                                                         | “Surface Pressure” | Nominado   | [ 75 ] |
| Latino Entertainment Journalists Association Awards   | 6 de marzo de 2022      | Mejor canción escrita para una película                                                         | “We Don’t Talk About Bruno” | Ganador    | [ 75 ] |
| Visual Effects Society Awards                         | 8 de marzo de 2022      | Mejores efectos visuales en una película animada                                                | Scott Kersavage, Bradford Simonsen, Thaddeus P. Miller y Ian Gooding | Ganadores  | [ 76 ] |
| Visual Effects Society Awards                         | 8 de marzo de 2022      | Mejor personaje en una película animada                                                         | Kelly McClanahan, Sergi Caballer, Mary Twohig, y Jose Luis "Weecho" Velasquez (Por "Mirabel Madrigal") | Ganadores  | [ 76 ] |
| Visual Effects Society Awards                         | 8 de marzo de 2022      | Mejor entorno creado en película animada                                                        | Camille Andre, Andrew Finley, Chris Patrick O'Connell y Amol Sathe (Por "Antonio's Room") | Ganadores  | [ 76 ] |
| Visual Effects Society Awards                         | 8 de marzo de 2022      | Mejor cinematografía virtual en un proyecto CG                                                  | Nathan Detroit Warner, Dorian Bustamante, Tyler Kupferer y Michael Woodside (Por "We Don't Talk About Bruno") | Ganadores  | [ 76 ] |
| Visual Effects Society Awards                         | 8 de marzo de 2022      | Mejor modelo en una película animada                                                            | Jonathan Lin, Chris Patrick O'Connell, Christoffer Pedersen y Alberto Abril (Por "Casita Madrigal") | Nominados  | [ 76 ] |
| Visual Effects Society Awards                         | 8 de marzo de 2022      | Mejor simulación de efectos en una película animada                                             | Francisco Rodriguez, Christopher Hendryx, Brent Burley y David Hutchins | Nominados  | [ 76 ] |
| Society of Composers & Lyricists Awards               | 8 de marzo de 2022      | Mejor banda sonora original en una película                                                     | Germaine Franco | Ganador    | [ 77 ] |
| Annie Awards                                          | 12 de marzo de 2022     | Mejor película animada                                                                          | Encanto | Nominado   | [ 78 ] |
| Annie Awards                                          | 12 de marzo de 2022     | Mejores efectos especiales                                                                      | Alex Moaveni, Dimitri Berberov, Bruce Wright, Scott Townsend y Dale Mayeda | Nominados  | [ 78 ] |
| Annie Awards                                          | 12 de marzo de 2022     | Mejor animación de personajes                                                                   | Dave Hardin | Ganador    | [ 78 ] |
| Annie Awards                                          | 12 de marzo de 2022     | Mejor dirección                                                                                 | Jared Bush, Byron Howard y Charise Castro Smith | Nominados  | [ 78 ] |
| Annie Awards                                          | 12 de marzo de 2022     | Mejor música                                                                                    | Lin-Manuel Miranda y Germaine Franco | Ganadores  | [ 78 ] |
| Annie Awards                                          | 12 de marzo de 2022     | Mejor guion gráfico                                                                             | Jason Hand | Ganador    | [ 78 ] |
| Annie Awards                                          | 12 de marzo de 2022     | Mejor actuación de voz                                                                          | John Leguizamo | Nominado   | [ 78 ] |
| Annie Awards                                          | 12 de marzo de 2022     | Mejor actuación de voz                                                                          | Stephanie Beatriz | Nominada   | [ 78 ] |
| Annie Awards                                          | 12 de marzo de 2022     | Mejor Editorial                                                                                 | Jeremy Milton, John Wheeler, Pace Paulsen y Brian Estrada | Nominados  | [ 78 ] |
| British Academy Film Awards                           | 13 de marzo de 2022     | Mejor película animada                                                                          | Encanto - Jared Bush, Byron Howard, Yvett Merino y Clark Spencer | Ganadores  | [ 79 ] |
| Critics' Choice Movie Awards                          | 13 de marzo de 2022     | Mejor película animada                                                                          | Encanto | Nominado   | [ 80 ] |
| Critics' Choice Movie Awards                          | 13 de marzo de 2022     | Mejor canción                                                                                   | Lin-Manuel Miranda (Por "Dos Oruguitas") | Nominado   | [ 80 ] |
| MPSE Golden Reel Awards                               | 13 de marzo de 2022     | Mejor edición de sonido en una película animada                                                 | Shannon Mills, Brad Semenoff, Nia Hansen, Samson Neslund, Justin Doyle, Cameron Barker, Qianbaihui Yang, Richard Quinn, Alyssa Nevarez, John Roesch, Shelley Roden, Earl Ghaffari, Angie Rubin y Kendall Demarest | Nominados  | [ 81 ] |
| Gold Derby Film Awards                                | Abril de 2022           | Mejor banda sonora                                                                              | Germaine Franco | Nominada   | [ 82 ] |
| Gold Derby Film Awards                                | Abril de 2022           | Mejor canción original                                                                          | Lin-Manuel Miranda (Por "Dos Oruguitas") | Nominado   | [ 82 ] |
| Gold Derby Film Awards                                | Abril de 2022           | Mejor película animada                                                                          | Encanto - Jared Bush, Byron Howard, Yvett Merino, Clark Spencer | Ganador    | [ 82 ] |
| Dorian Awards                                         | 17 de marzo de 2022     | Mejor película animada                                                                          | Encanto | Nominado   | [ 83 ] |
| Dorian Awards                                         | 17 de marzo de 2022     | Mejor película musical                                                                          | Encanto | Nominado   | [ 83 ] |
| Cinema Audio Society Awards                           | 19 de marzo de 2022     | Mejor mezcla de sonido en una película animada                                                  | Paul McGrath, David E. Fluhr, Gabriel Guy, David Boucher, Alvin Wee, Doc Kane y Scott Curtis | Ganadores  | [ 84 ] |
| Producers Guild of America Awards                     | 20 de marzo de 2022     | Mejor productor en película animada                                                             | Yvett Merino y Clark Spencer | Ganadores  | [ 85 ] |
| Guild of Music Supervisors Awards                     | 20 de marzo de 2022     | Mejor supervisión musical para una película con un presupuesto de más de 25 millones de dólares | Tom MacDougall | Nominado   | [ 86 ] |
| Guild of Music Supervisors Awards                     | 20 de marzo de 2022     | Mejor canción escrita y/o Grabada para una película                                             | “Dos Oruguitas” - Lin-Manuel Miranda, Sebastián Yatra y Tom MacDougall | Ganador    | [ 86 ] |
| Artios Awards                                         | 23 de marzo de 2022     | Logro destacado en Casting - Animación                                                          | Jamie Sparer Roberts y Grace C. Kim | Ganadores  | [ 87 ] |
| Premios Óscar                                         | 27 de marzo de 2022     | Mejor película animada                                                                          | Encanto - Jared Bush, Byron Howard, Yvett Merino y Clark Spencer | Ganadora   | [ 88 ] |
| Premios Óscar                                         | 27 de marzo de 2022     | Mejor banda sonora                                                                              | Germaine Franco | Nominada   | [ 88 ] |
| Premios Óscar                                         | 27 de marzo de 2022     | Mejor canción original                                                                          | Lin-Manuel Miranda (Por "Dos Oruguitas") | Nominada   | [ 88 ] |
| Satellite Awards                                      | 2 de abril de 2022      | Mejor película animada o técnica mixta                                                          | Encanto | Ganadora   | [ 89 ] |
| Satellite Awards                                      | 2 de abril de 2022      | Mejor canción original                                                                          | Lin-Manuel Miranda (Por "Colombia, Mi Encanto") | Ganadora   | [ 89 ] |
| Nickelodeon Kids' Choice Awards                       | 9 de abril de 2022      | Película animada favorita                                                                       | Encanto | Ganador    | [ 90 ] |
| ASCAP Composers' Choice Awards                        | 5 de mayo de 2022       | Banda sonora de película del año                                                                | Germaine Franco | Ganadora   | [ 91 ] |
| Billboard Music Awards                                | 15 de mayo de 2022      | Top Soundtrack                                                                                  | Encanto | Ganador    | [ 92 ] |
| Nebula Awards                                         | 21 de mayo de 2022      | Premio Ray Bradbury Nebula a la mejor presentación dramática                                    | Charise Castro Smith, Jared Bush, Byron Howard, Jason Hand, Nancy Kruse y Lin-Manuel Miranda | Nominados  | [ 93 ] |
| Hugo Awards                                           | 4 de septiembre de 2022 | Mejor presentación dramática - formato largo                                                    | Charise Castro Smith, Jared Bush y Byron Howard | Nominada   | [ 94 ] |
| MTV Movie & TV Awards                                 | 5 de junio de 2022      | Mejor canción                                                                                   | We Don’t Talk About Bruno | Nominada   | [ 95 ] |

## Otros medios

### Encanto at the Hollywood Bowl
Encanto at the Hollywood Bowl es un musical en vivo de 2022 presentado por Lin-Manuel Miranda, el cual incluye al reparto de la película interpretando canciones de ésta. El musical en escenario fue interpretado los días 11 y 12 de noviembre, y una filmación especial del espectáculo fue lanzada el 28 de diciembre de 2022 en Disney+.

### Videojuegos
Mirabel fue añadida en el videojuego Disney Dreamlight Valley mediante una actualización en febrero de 2023, siendo una de los habitantes del valle titular, junto con una versión pequeña de Casita llamada "Mini Casita" como su casa personal.
En el juego de construcción de mundo Disney Magic Kingdoms, durante un Evento de tiempo limitado con una historia desarrollada tras los acontecimientos de la película, fueron añadidos Mirabel, Bruno, Isabela, Luisa y Antonio como personajes jugables, junto con Casita y la Habitación de Isabela como atracciones.

### Futuro
Jared Bush y Charise Castro Smith han expresado que están abiertos a una posible serie de Disney+. Bush dijo que estaría feliz de ver un programa sobre cualquier miembro de la familia, y Castro Smith compartió que Miranda estaba muy interesada en crear un programa sobre Dolores. El CEO de Disney, Bob Chapek, describió a Encanto como la última franquicia de la compañía durante una llamada de ganancias de febrero de 2022.